# Рождение (фильм, 1988)
«Рождение» (малаял. പിറവി, Piravi) — индийский фильм-драма режиссёра Шаджи Каруна. Фильм был показан и очень хорошо воспринят на многих кинофестивалях по всему миру, завоевав в общей сложности по крайней мере 31 награду, в том числе «Золотую камеру» Каннского кинофестиваля в 1989 году.
Фильм основан на истории юноши Раджана, убитого в полицейском участке в Каккаяме, штат Керала.

## Сюжет
Рагху — второй ребёнок Рагхавана Чакьяра и его жены. Рагху — поздний ребёнок, поэтому его воспитывали с большой любовью. После школы он уехал учиться на инженера. Когда было объявлено о помолвке его сестры, Рагху решил приехать домой, однако не приехал. Отец каждый день приходил на автобусную остановку в надежде, что Рагху в конечном итоге вернётся домой. Вскоре в газетах напечатали, что Рагху был арестован полицией по политическим мотивам.
Рагхаван едет в полицейский участок, чтобы повидаться с сыном, но там делают вид, что ничего не знают о Рагху и его местопребывании, и тем более отрицают факт его задержания. Сестра Рагху со временем понимает, что её брат умер от пыток в полиции, но не решается сообщить об этом отцу. Рагхаван постепенно теряет связь с реальностью и начинает мечтать о воссоединении семьи.

## В ролях
| Актёр              | Роль            |
| ------------------ | --------------- |
| Премджи            | Рагхаван Чакьяр |
| Арчана             | дочь Чакьяра    |
| Лакшми Кришнамурти |                 |
| В. К. Шрираман     |                 |
| Мулланежи          |                 |
| Гопалакришнан      |                 |

## Награды и номинации
- Каннский кинофестиваль
  - 1989, награда «Золотая камера — почётная награда»
- Эдинбургский кинофестиваль
  - 1989, награда сэра Чарльза Чаплина
- Кинофестиваль в Локарно
  - 1989, премия экуменического жюри — специальное упоминание (Шаджи Карун)
  - 1989, «Серебряный леопард» (Шаджи Карун)
  - 1989, номинация на «Золотого леопарда» (Шаджи Карун)
- Премия Национальная кинопремия (Индия)
  - 1989, «Золотой лотос» за лучший фильм (Шаджи Карун)
  - 1989, «Золотой лотос» лучшему режиссёру (Шаджи Карун)
  - 1989, «Серебряный лотос» лучшему актёру (Премджи)
  - 1989, «Серебряный лотос» лучшему звукорежиссёру (Т. Кришнанунни)
- Hawaii International Film Festival
  - 1989, награда в категории «Лучший фильм» (Шаджи Карун)
- Международный кинофестиваль в Чикаго
  - 1989, «Серебряный Хьюго» (Шаджи Карун)
- Премия Bergamo Film Meeting
  - 1990, «Бронзовая роза Камуна» (Шаджи Карун)
- Fribourg International Film Festival
  - 1990, награда Distribution Help Award (Шаджи Карун)
- Кинофестиваль «Фаджр»
  - 1991, «Хрустальный симург» (Шаджи Карун)